# Pennzoil Copper World Indy 200 2001
Pennzoil Copper World Indy 200 2001 var ett race som var säsongspremiären för Indy Racing League 2001. Racet kördes den 18 mars på Phoenix International Raceway. Sam Hornish Jr. tog sin första seger i IRL i sin första tävling för Panther Racing. Eliseo Salazar samt 2000 års mästare Buddy Lazier var övriga förare på pallen.

## Slutresultat
| Plats | Förare            | Team                     | Grid |
| ----- | ----------------- | ------------------------ | ---- |
| 1     | Sam Hornish Jr.   | Panther Racing           | 2    |
| 2     | Eliseo Salazar    | A.J. Foyt Enterprises    | 13   |
| 3     | Buddy Lazier      | Hemelgarn Racing         | 6    |
| 4     | Scott Sharp       | Kelley Racing            | 8    |
| 5     | Billy Boat        | Curb/Agajanian Racing    | 7    |
| 6     | Felipe Giaffone   | Treadway-Hubbard Racing  | 9    |
| 7     | Jeff Ward         | Heritage Motorsports     | 3    |
| 8     | Robby McGehee     | Cahill Racing            | 16   |
| 9     | Buzz Calkins      | Bradley Motorsports      | 11   |
| 10    | Airton Daré       | TeamXtreme               | 18   |
| 11    | Robbie Buhl       | Dreyer & Reinbold Racing | 8    |
| 12    | Davey Hamilton    | Sam Schmidt Motorsports  | 20   |
| 13    | Shigeaki Hattori  | Vertex-Cunningham Racing | 24   |
| 14    | Brandon Erwin     | McCormack Motorsports    | 26   |
| 15    | Tyce Carlson      | Tri-Star Motorsports     | 19   |
| 16    | Stan Wattles      | Hemelgarn Racing         | 14   |
| 17    | Sarah Fisher      | Walker Racing            | 21   |
| 18    | Hélio Castroneves | Marlboro Team Penske     | 17   |
| 19    | Eddie Cheever     | Cheever Racing           | 12   |
| 20    | Casey Mears       | Galles Racing            | 25   |
| 21    | Stéphan Grégoire  | Dick Simon Racing        | 4    |
| 22    | Greg Ray          | Team Menard              | 1    |
| 23    | Al Unser Jr.      | Galles Racing            | 23   |
| 24    | Gil de Ferran     | Marlboro Team Penske     | 5    |
| 25    | Mark Dismore      | Kelley Racing            | 15   |
| 26    | Jeret Schroeder   | PDM Racing               | 22   |
| 27    | Didier André      | Galles Racing            | 27   |